# ダンバダルジャー日本人慰霊碑
ダンバダルジャー日本人慰霊碑はモンゴルのウランバートルに位置する慰霊碑。
ウランバートル北部の8代ジェプツンダンバ・ホトクトのボグド・ハーンの冬の宮殿のために作られたダンバダルジャー寺院の近くにある、第二次世界大戦後、モンゴルで抑留されたまま亡くなった日本兵の慰霊碑である。もともと、この地には835柱ほど遺骨が納められていた日本人の墓地があったが、遺骨は収集されて日本に送られており、跡地にこの記念碑が作られている。
- 日本人墓地
- 日本人墓地
- 日本人墓地
- 慰霊碑文

2017年6月 日本の公益財団法人南アジア友好協会（現在のJIGSO 公益財団法人日本国際育成支援機構が日本の桜20本を植樹している。